# IC 1146
IC 1146 — галактика типу S (спіральна галактика) у сузір'ї Дракон.
Цей об'єкт міститься в оригінальній редакції індексного каталогу.